# Gonzalo Puente Ojea
Gonzalo Puente Ojea (Cienfuegos, Cuba, 21 de juliol de 1924 - 10 de gener de 2017) fou un assagista i diplomàtic espanyol retirat, nascut a Cuba, de família gallega. Ha estat testimoni excepcional de la vida política espanyola. Ha ocupat càrrecs diplomàtics a diferents destins que li han permès conèixer tant als més importants polítics franquistes com als principals personatges que van protagonitzar la transició política espanyola. És autor de nombrosos llibres sobre ateisme, religió i història de la religió, la majoria publicats per Siglo XXI de España Editores.

## Dades biogràfiques

### Carrera diplomàtica
Després d'acabar els seus estudis de Dret, Puente Ojea va ingressar a l'Escola Diplomàtica i el 1950 es va incorporar com a secretari d'ambaixada al Ministeri d'Afers exteriors. Després d'haver exercit com a cònsol adjunt al Consultat General d'Espanya a Marsella en 1953, va ser nomenat en 1956 cònsol a Mendoza. L'any 1961 va tornar a Madrid i va ser nomenat a l'any següent director de la Secció de política cultural del Món Àrab a la Direcció general de Relacions Culturals. Posteriorment va ser destinat a l'Ambaixada d'Espanya a Atenes.
Durant el Govern de Felipe González va ser nomenat sotssecretari d'Afers exteriors al Ministeri de Relacions Exteriors pel ministre d'Afers exteriors d'Espanya Fernando Morán i, posteriorment, ambaixador d'Espanya davant la Santa Seu (1985-1987) pel ministre d'Afers exteriors d'Espanya Francisco Fernández Ordóñez. El seu nomenament va causar força polèmica entre els qui pensaven que el seu ateisme declarat (a més d'estar divorciat), resultava ofensiu per exercir el càrrec. Els seus crítics van argumentar que no s'enviaria com a ambaixador als Estats Units algú que fos anti-americà, en la seva defensa va dir que tampoc se li exigia a un ambaixador nord-americà que fos comunista per exercir a Moscou.

### Defensa de l'ateisme i crítica a la religió
Puente Ojea és considerat un monista materialista. Durant l'anomenat I concili ateu de Toledo de 2007, organitzat per la Fida va manifestar que els espanyols són "gents alienades i intolerants". També va afirmar que "molts dels problemes que té plantejada la societat espanyola es poden canalitzar raonablement fent una anàlisi efectiva contra la superstició i contra els estereotips heretats del passat" i que "la societat espanyola, contra el que es diu, és tot menys tolerant, començant pel Govern i seguint per l'Església, i en definitiva, per la població que és presonera i víctima d'aquestes actituds d'intolerància".

### Càrrecs i nomenaments
- 1953 - Cònsol adjunt en el Consolat de Marsella
- 1956 - Cònsol a Mendoza
- 1973 - Ministre plenipotenciari (carrera diplomàtica)
- 1975 - Ministre plenipotenciari en assumptes culturals en l'Ambaixada de França
- 1980 - Cònsol general a Chicago
- Sotssecretari d'Afers exteriors amb el ministre d'Afers exteriors d'Espanya Fernando Morán
- 1985 a 1987 - Ambaixador d'Espanya davant la Santa Seu nomenat pel ministre d'Afers exteriors d'Espanya Francisco Fernández Ordóñez

## Obres publicades
Como autor
- 2013 - Ideologías religiosas. Los traficantes de milagros y misterios, Editorial Txalaparta (Tafalla, abril de 2013)
- 2012 - Crítica antropológica de la religión. Las sendas equivocadas del conocimiento humano, Signifer libros
- 2011 - La cruz y la corona. Las dos hipotecas de la Historia de España, Editorial Txalaparta, ISBN 978-84-81366-13-6 Vista previa en Google books
- 2009 - La religión ¡vaya timo!, Editorial Laetoli, 2009, ISBN 978-84-92422-09-8
- 2008 - "Reflexións sobre un tigre protestante. Unha conversa con Gonzalo Puente Ojea" (entrevista de Laureano Xoaquín Araujo Cardalda), Revista de Investigaciones Políticas y Sociológicas (RIPS), vol. 7, nº 2, 2008, págs. 79-106 ().
- 2008 - La existencia histórica de Jesús. Las fuentes cristianas y su contexto judío, (1ª ed. Siglo XXI., septiembre de 2008)
- 2007 - Elogio del Ateísmo. Los espejos de una ilusión, (edición ampliada y revisada), Siglo XXI, 2007 ISBN 84-323-1308-4, ISBN 978-84-323-1308-0
- 2007 - Vivir en la realidad (Madrid, 2007)
- 2005 - Animismo. El umbral de la religiosidad, Escrita con una segunda parte a cargo de Ignacio Careaga Villalonga. (Madrid, 1ª ed., abril de 2005) Vista previa en Google books
- 2003 - La andadura del saber. Piezas dispersas de un itinerario intelectual, (Madrid, 1ª ed., mayo de 2003) Vista previa en Google books
- 2002 - Opus minus. Una antología, (Madrid, 1ª ed., 2002) Vista previa en Google books
- 2000 - El mito de Cristo, (Madrid, 1ª ed., marzo de 2000; 2ª ed., junio de 2000) Vista previa en Google books
- 2000 - El mito del alma. Ciencia y religión. (Madrid, 1ª ed., mayo de 2000) Vista previa en Google books
- 2001 - Ateísmo y religiosidad. Reflexiones sobre un debate. (Madrid, 1ª ed., febrero de 1997; 2ª ed., junio de 2001)
- 2001 - Fe cristiana, Iglesia, poder, (Madrid, 1ª ed., noviembre de 1991; 4ª ed., 2001)
- 1995 - Elogio del ateísmo. Los espejos de una ilusión. (Madrid, 1ª ed., abril de 1995; 2ª ed., julio de 1995)
- 1994 - Ideología e Historia. El fenómeno estoico en la sociedad antigua. (Madrid, 1ª ed., febrero de 1974; 4ª ed., 1994)
- 1992 - El evangelio de Marcos. Del Cristo de la fe al Jesús de la historia. (Madrid, 1ª ed., marzo de 1992; 3ª ed., abril de 1998) Vista previa en Gooble books
- 1989 - Imperium Crucis: consideraciones sobre la vocación de poder en la Iglesia católica, 1989, 136 p.
- 1984 - Ideología e historia. La formación del cristianismo como fenómeno ideológico, Siglo XXI, Madrid, 1984 (3ª ed. con nuevo proemio).
- 1974 - Ideología e historia. La formación del cristianismo como fenómeno ideológico, Siglo XXI, Madrid, 1974 (1ª ed. febrero de 1974).
- 1974 - Ideología e historia. El fenómeno estoico en la sociedad antigua, Siglo XXI, Madrid, 1974.
- 1966 - De la función y el destino de las ideologías.
- 1956 - Fenomenología y marxismo en el pensamiento de M. Merleau-Ponty.
- 1955 - Problemática del catolicismo actual.

Com prologuista i col·laborador
- 2002 - Álvaro Borghini, Jesús de Nazaret: El hombre hecho Dios: estudio filológico de los Evangelios y primeros escritos cristianos, Siglo XXI de España Editores, 2002, ISBN 84-323-1091-3, ISBN 978-84-323-1091-1, 158 p. Vista previa en Google books
- 2000 - Raúl González Salinero. El antijudaísmo Cristiano Occidental, siglos IV y V, Trotta, 2000, ISBN 84-8164-331-9, ISBN 978-84-8164-331-2, 318 p.